# 1982 في غواتيمالا
فيما يلي قوائم الأحداث التي وقعت خلال عام 1982 في غواتيمالا.

## سياسة

### تعيين في المنصب
- 23 مارس – إفراين ريوس مونت رئيس غواتيمالا [الإنجليزية]‏.

## مواليد

### يونيو
- 2 يونيو – فريدي تومسون لاعب كرة قدم غواتيمالي.

### سبتمبر
- 24 سبتمبر – مارلون أغيري لاعب كرة قدم غواتيمالي.
- 27 سبتمبر – لويس رودريغيز لاعب كرة قدم غواتيمالي.

### ديسمبر
- 22 ديسمبر – إدي فالينزويلا ملاكم غواتيمالي.

## وفيات

### أكتوبر
- 27 أكتوبر – ميجيل إيديغورس فوينتس (مواليد 1895) سياسي غواتيمالي.